# Замок Парсберг
Замок Парсберг (нім. Burg Parsberg) — колишня резиденція роду Парсбергів, яка розташована у місті Парсберг (Верхній Пфальц).

## Історичний огляд
Уперше згадується в 1205 році як Castrum Bartesperch.
У 1314 році Дітріх фон Парсберг взяв участь у повстанні пфальцграфа Рудольфа І проти свого брата герцога Людвиґа Баварського. Останній зруйнував замок після короткої облоги.
Згодом замок був відновлений на пагорбі. Наприкінці XVI століття укріплення були розширені, а також зведений Верхній замок з його характерними вежами, увінчаними куполами-маківками.
У 1632 році у ході Тридцятилітньої війни замок був зруйнований, ймовірно, шведами.
У середині XVII столітті замок був заново відбудований, а Нижній замок розширений.
У XIX столітті замок став офіційним місцем засідання місцевого суду Парсбурга, Фельбурга і Лупбурга.
З 1918 року замок переданий Вільній державі Баварія.
Після скасування району Парсбурга у наслідок реформи місцевого самоврядування замок залишався невикористаним до 1974 року. У 1974 року замок, який перебував у власності Парсбурга, здавався в оренду. Його використовували для заходів, що проводила міська влада. У 1980 році міська адміністрація переїхала із замку в будівлю теперішньої мерії.
З 1981 році в Нижньому замку виставлені експонати Музею фольклору та новітньої історії, одного з найвизначніших музейних закладів Баварії.